# Persone di cognome Bellini
| Questa pagina contiene informazioni ricavate automaticamente dalle voci biografiche con l'ausilio del template Bio e di un bot. L'aggiornamento è periodico e automatico e ricostruisce completamente la pagina. Se manca una persona in questa lista, sei pregato di non aggiungerla, ma accertati piuttosto che la sua voce biografica contenga il template Bio e che i dati anagrafici siano correttamente compilati. Se il template Bio manca, inseriscilo tu stesso o, in alternativa, metti l'avviso {{tmp\|Bio}} che ne segnala la mancanza. Se i dati riportati sono sbagliati, correggi direttamente la voce biografica; le modifiche saranno visibili in questa lista entro pochi giorni. Per chiarimenti vedi il progetto antroponimi. La lista contiene solo le 58 persone che sono citate nell'enciclopedia e per le quali è stato implementato correttamente il template Bio. Pagina aggiornata al 17 ott 2024. |

Questa è una lista di persone presenti nell'enciclopedia che hanno il cognome Bellini, suddivise per attività principale.

## Allenatori di calcio(3)
- Andrea Bellini, allenatore di calcio e ex calciatore italiano (Prato, n. 1966)
- Gianpaolo Bellini, allenatore di calcio e ex calciatore italiano (Sarnico, n. 1980)
- Giuseppe Bellini, allenatore di calcio e ex calciatore italiano (Roma, n. 1957)

## Architetti(2)
- Egisto Bellini, architetto italiano (Siena, n. 1877 - San Rocco a Pilli, † 1955)
- Vittorio Bellini, architetto italiano (Firenze, n. 1798 - † 1860)

## Archivisti(1)
- Lorenzo Bellini, archivista italiano (Castel Goffredo, n. 1841 - Mantova, † 1911)

## Astronomi(1)
- Federico Bellini, astronomo italiano

## Attori(2)
- Gianfranco Bellini, attore, doppiatore e direttore del doppiaggio italiano (Palermo, n. 1924 - Roma, † 2006)
- Nino Bellini, attore italiano (Bassano del Grappa, n. 1894 - Nizza, † 1964)

## Attrici(2)
- Alessandra Bellini, attrice, conduttrice televisiva e doppiatrice italiana (Roma, n. 1975)
- Isa Bellini, attrice, doppiatrice e cantante italiana (Mantova, n. 1922 - Roma, † 2021)

## Avvocati(1)
- Giuseppe Bellini, avvocato e politico italiano (Meldola, n. 1862 - Forlì, † 1932)

## Calciatori(6)
- Hilderaldo Bellini, calciatore brasiliano (Itapira, n. 1930 - San Paolo, † 2014)
- Bruno Bellini, calciatore, arbitro di calcio e dirigente sportivo italiano (Padova, n. 1893 - Padova, † 1947)
- Delfo Bellini, calciatore e allenatore di calcio italiano (Rivarolo Ligure, n. 1900 - Pavia, † 1953)
- Enzo Bellini, calciatore e allenatore di calcio italiano (Novi di Modena, n. 1917 - Modena, † 2001)
- Remigio Bellini, calciatore italiano (Vercelli, n. 1930 - Vercelli, † 1985)
- Savino Bellini, calciatore e allenatore di calcio italiano (Portomaggiore, n. 1913 - Portomaggiore, † 1974)

## Ciclisti su strada(1)
- Giancarlo Bellini, ex ciclista su strada e ciclocrossista italiano (Crosa, n. 1945)

## Compositori(2)
- Vincenzo Bellini, compositore italiano (Catania, n. 1801 - Puteaux, † 1835)
- Vincenzo Tobia Nicola Bellini, compositore italiano (Torricella Peligna, n. 1744 - Catania, † 1829)

## Designer(1)
- Mario Bellini, designer italiano (Milano, n. 1935)

## Economisti(1)
- Clitofonte Alberto Bellini, economista italiano (Vicenza, n. 1852 - Milano, † 1935)

## Esploratori(1)
- Alex Bellini, esploratore italiano (Edolo, n. 1978)

## Filologi(1)
- Carlo Bellini, filologo e rivoluzionario italiano (Firenze, n. 1735 - Williamsburg, † 1804)

## Fisici(1)
- Gianpaolo Bellini, fisico italiano (Milano, n. 1935)

## Funzionari(1)
- Francesco Bellini, prefetto e politico italiano (Cecina, n. 1899 - Roma, † 1989)

## Generali(2)
- Gianmarco Bellini, generale italiano (Montagnana, n. 1958)
- Guido Bellini, generale italiano (Monteroni di Lecce, n. 1939 - Lecce, † 2023)

## Giocatori di football americano(1)
- Mark Bellini, ex giocatore di football americano statunitense (San Leandro, n. 1964)

## Imprenditori(1)
- Francesco Bellini, imprenditore e dirigente sportivo italiano (Ascoli Piceno, n. 1947)

## Ingegneri(1)
- Ettore Bellini, ingegnere e inventore italiano (Foligno, n. 1876 - Ray-sur-Saône, † 1943)

## Medici(1)
- Lorenzo Bellini, medico, anatomista e poeta italiano (Firenze, n. 1643 - Firenze, † 1703)

## Militari(1)
- Stanislao Bellini, militare e aviatore italiano (Verona, n. 1904 - Lago di Garda, † 1931)

## Miniatori(1)
- Leonardo Bellini, miniatore e pittore italiano (Venezia)

## Numismatici(1)
- Vincenzo Bellini, numismatico e presbitero italiano (Gambulaga, n. 1708 - Gambulaga, † 1783)

## Pallavolisti(1)
- Davide Bellini, ex pallavolista italiano (Carpi, n. 1969)

## Patrioti(1)
- Domenico Bellini, patriota italiano (Campobasso, n. 1817 - Roma, † 1889)

## Piloti automobilistici(1)
- Rodolfo Bellini, pilota automobilistico italiano (Figline di Prato, n. 1939 - Viareggio, † 2006)

## Pittori(4)
- Filippo Bellini, pittore italiano (Urbino, n. 1550 - Macerata, † 1603)
- Gentile Bellini, pittore e medaglista italiano (Venezia, n. 1429 - Venezia, † 1507)
- Giovanni Bellini, pittore italiano (Venezia - Venezia, † 1516)
- Jacopo Bellini, pittore italiano (Venezia)

## Poeti(1)
- Bernardo Bellini, poeta, drammaturgo e tipografo italiano (Griante, n. 1792 - Torino, † 1876)

## Politici(2)
- Giovanni Bellini, politico italiano (Firenze, n. 1950)
- Giulio Bellini, politico italiano (Galeata, n. 1926 - † 1988)

## Religiose(1)
- Eustochio Bellini, religiosa italiana (Padova, n. 1444 - Padova, † 1469)

## Rugbisti a 15(1)
- Mattia Bellini, rugbista a 15 italiano (Padova, n. 1994)

## Scacchisti(1)
- Fabio Bellini, scacchista italiano (Castellanza, n. 1969)

## Sceneggiatori(1)
- David Bellini, sceneggiatore, regista e autore televisivo italiano (Grosseto, n. 1972 - † 2016)

## Scrittori(1)
- Giovanni Bellini, scrittore e poeta italiano (Poggio a Caiano, n. 1890 - Plava, † 1915)

## Scrittrici(1)
- Eleonora Bellini, scrittrice italiana (Belgirate, n. 1952)

## Scultori(1)
- Aroldo Bellini, scultore italiano (Perugia, n. 1902 - Roma, † 1984)

## Sportivi(1)
- Luca Bellini, sportivo italiano (Chiavari, n. 1982)

## Storici dell'architettura(1)
- Amedeo Bellini, storico dell'architettura e restauratore italiano (Milano, n. 1940)

## Terroristi(1)
- Paolo Bellini, terrorista e criminale italiano (Reggio Emilia, n. 1953)

## Tiratori a volo(1)
- Italo Bellini, tiratore a volo italiano (Castelraimondo, n. 1915 - Roma, † 1993)

## Senza attività specificata(1)
- Nicolosia Bellini,  italiana (Venezia - Mantova)